# 鎖陽屬
鎖陽屬（学名：Cynomorium）是锁阳科（Cynomoriaceae）的唯一属，属真双子叶植物虎耳草目，只有1、2种，分布在地中海沿岸和中亚地区，中国有1种，主要分布在西北的新疆、甘肃和内蒙一带。
本科植物为寄生植物，肉质草本，暗红色或紫色；根状茎肥厚，有许多片状吸器；单叶互生，无叶绿素；花小，花被4－6，也有1－3或 7－8；果实为坚果。主要寄生在半日花科或豆科植物上。
1981年的克朗奎斯特分类法将其列在蛇菰科中，属于檀香目，1998年根据基因亲缘关系分类的APG 分类法认为应该单独分出一个科，但无法分在任何目中，2003年经过修订的APG II 分类法维持原分类。2016年APG IV确认本科属于虎耳草目。